# Meiji-restaurationen
Meiji-restaurationen (japansk: 明治維新; Meiji ishin) i 1867-1869 var en række begivenheder, der førte til et gennemgribende skift i Japans politiske og samfundsmæssige struktur. Meiji-restaurationen betød, at Japan overgik fra den feudale samfundsstruktur til den moderne tidsperiode.

## Historie

### Abdikationen
Årtiet efter 1857 var prægede af stærke spændinger og stor usikkerhed. I løbet af disse ti år fik fremmede diplomater og købmænd et vist fodfæste i Japan. Det var for en stor del på grund af denne fremmede indtrængen, at shogunatet mistede så meget prestige. Shogunatet brød sammen, da det blev stillet over for en væbnet udfordring fra en koalition af lensmænd fra det vestlige Japan, der havde sluttet sig sammen under kejserdynastiet i 1866. Denne koalition blev kaldt for 'Satcho-alliancen', og formålet var at bringe kejseren tilbage til magten.
Midt i denne turbulente tid døde shogun Tokugawa Iemochi og blev fulgt af Tokugawa Yoshinobu (også kendt som 'Keiki') i 1866. Året efter 1867 døde kejser Komei, som blev fulgt af sin 15-årige søn Meiji. Samme år overdrog shogunen Keiki frivilligt sin administrative magt til den unge kejser den 9. november 1867.
Dermed var sagen dog ikke afgjort, fordi utilfredse klanledere førte krigere til Kyoto i 1868 for ved et statskup ved at rette et væbnet angreb mod shogunen, som residerede i paladset der. Eks-shogunen Tokugawa Yoshinobu og hans hær forlod efter abdikationen byen og drog til Osaka.
I slutningen af januar 1868, omkring tre uger efter kejser Meiji genindsættelse i sine fulde beføjelser, og knap 14 dage efter at eks-shogunen Tokugawa Yoshinobu havde trukket sig tilbage til Osaka, rykkede eks-shogunens hær mod Kyoto. Ved de to små byer Toba og Fushimi mellem Osaka og Kyoto udkæmpedes der et tredages slag, der afgjorde Japans skæbne. Tokugawa Yoshinobu gav orde til, at der skulle føres forhandlinger om dens overgivelse med de kejserlige hærførere. Rundt om i landet fortsatte nogle af klanerne, der ikke kunne glemme deres århundredlange troskab mod Tokugawa Ieyasus (den første Tokugawa shogun) arvinger.
Den sidste modstand blev nedkæmpet på øen Hokkaido, hvor en admiral i eksshogunens flåde, der senere fik høje embeder under kejseren, holdt stand i nogle måneder i 1869.
Tokugawa Yoshinobu fik lov til at leve, og i juni 1902 blev han modtaget i audiens af kejser Meiji. Kort efter blev han udnævnt til fyrste, den højeste adelstitel i Japan.

### Moderniseringen
Formelt var det en hofadelsmand, som stod i spidsen for den nye regering i Tokyo, men det var unge mænd af meget lavere rang, de fleste fra vestlige klaner, som havde den virkelige magt. De udgjorde et ualmindelig effektivt oligarki. De mest fremtrædende i gruppen var Saigo Takamori og Okubo Toshimichi fra Satsuma samt Kido Koin, Ito Hirobumi og Inouye Kaoru fra Choshu samt Itagaki Taisuke fra Tosa og Okuma Shigenobu fra Hizen.
En nødvendig forudsætning for moderniseringen var afskaffelsen af alle feudale levn; en opgave, der let kunne gennemføres, fordi der ingen farlige rivaler var blandt de tilbageværende lensherrer. Derfor kunne Kido Koin foreslå, at lensherrerne skulle overdrage deres len til kejseren. I denne forbindelse benyttede lensherrene for Satuma, Choshu, Tosa og Hizen lejligheden til at rette en henvendelse til kejseren. Et brudstykke af den citeres i det følgende:
Der er ingen jord i riget, der ikke tilhører kejseren [...] og ingen indbygger, der ikke er kejserens undersåt, selv om i middelalderen krigerstanden vandt frem på kejsermagtens bekostning og tog landet i besiddelse og delte det indbyrdes, efter at de havde erobret det med bue og spyd. Men nu da kejsermagten atter er bragt på fode, hvorledes skulle vi kunne beholde jord, der tilhører kejseren og herske over folk, der er hans undersåtter? Vi tilbyder derfor i ærbødighed alle vore lensbesiddelser [...] således at hele riget kan blive underlagt den samme regering. På denne måde vil riget kunne sikre sig en lige plads med alle andre nationer i verden."
Der blev skabt et moderne bankcentraliseret skattesystem og et nyt møntsystem. Hele det vestlige materielle kulturs apparat kunne finde en plads i Japan. De første to årtier af kejser Meijis regeringstid synes næsten som beruset af vestlig tænkning, teknik og sædvaner. Begge køn begyndte til at gå i europæisk tøj, spise brød i stedet for ris, rismarkerne omlagdes til hvede, havre og byg eller græs til fåreavl.
Disse omvæltninger ramte både bønderne og krigerne (eks-samuraierne) hårdt. Bøndernes levevilkår forringes i årene efter feudalismens afskaffelse, for regeringen så det som sit første mål at fremme industrialiseringen. Det førte til bondeopstande i 1870'erne. Eks-samuraistanden ramtes hårdt af omvæltningen, fordi der var langt fra plads til trekvart million mennesker i den administrative forvaltning. De havde vanskeligt ved at opretholde livet med små pensioner, som staten gav dem. Til eks-samuraiernes materielle vanskeligheder kom den skam, at det ved dekret blev forbudt enhver, der ikke var politibetjent eller soldat i den kejserlige armé, at bære sværd. Endelig sårede det eks-samuraiernes stolthed, at der indførtes almindelig værnepligt, idet det dermed synes stadfæstet, at enhver japaner uanset oprindelse kunne erhverve de krigsdyder, som man gennem århundreder havde regnet for et særkende for en privilegeret minoritet. Eks-samuraiernes utilfredshed kom til udtryk i flere væbnede oprør, det alvorligste fandt sted på Kyushu i 1877 under Saigo Takamori, som anførte oprørsstyrker mod den kejserlige armé, men blev nedkæmpet. (Sidstnævnte begivenhed bliver i øvrigt fortalt, omend med enkelte historiske fejltrin, i Hollywood-filmen 'The Last Samurai' fra år 2003.)